# Битва при Каннах (1018)
Битва при Каннах — битва, що була частиною Нормандського завоювання Південної Італії, яка відбулася у 1018 році між візантійцями під командуванням італійського катепана Василя Боіоанна та лангобардами під проводом Мелуса Барійського поблизу Канн в Апулії, що перебувала тоді під владою Візантійської імперії; в тому ж місці, де карфагенський полководець Ганнібал розгромив римську армію у 216 році до нашої ери. Лангобардів підтримували нормандські найманці під командуванням Жільбера Буатера; візантійці були посилені елітним загоном варязької гвардії. Битва закінчилася перемогою візантійців, лангобардсько-нормандські сили зазнали нищівної поразки.

## Історія
Декількома роками раніше Мелус очолив повстання проти візантійського панування, але після початкових успіхів зазнав поразки і був вигнаний. 1016 року почалося нове повстання, цього разу ініційоване нормандцями. Успіхи повстанців у 1017 році змусили імператора Василія II направити до Апулії на допомогу гарнізону загін варязької варти.
Дві армії зустрілися біля річки Офанто, в тому ж місці, де під час Другої пунічної війни відбулася набагато відоміша Битва при Каннах. Повстанців було розгромлено. Жільбер Буатер загинув у бою, а разом з ним і більшість нормандців. Мелусу вдалося втекти до Папської області і, зрештою, до двору імператора Священної Римської імперії Генріха II в Бамберзі, де він і помер у 1020 році.
Однак поразка не завадила нормандським завойовникам у наступні роки встановити свою гегемонію над Італією. Через рік після Битви при Каннах норманський гарнізон був розміщений у Трої на утриманні Візантійської імперії, головним чином, він був сформований з нормандців Буатера, які вціліли у битві. У 1071 році, завоювавши візантійський  Барі, нормандці остаточно оволоділи останнім оплотом Візантії на Апеннінському півострові.